# Zagóra (Mszalnica)
Zagóra – przysiółek wsi Mszalnica w Polsce, położony w województwie małopolskim, w powiecie nowosądeckim, w gminie Kamionka Wielka.
W latach 1975–1998 przysiółek administracyjnie należał do województwa nowosądeckiego.